# The Yoke's on Me
The Yoke's on Me (br.: Forças desarmadas) é um filme estadunidense curta-metragem de 1944, dirigido por Jules White. É o 79º filme de um total de 190 da série com os Três Patetas produzida pela Columbia Pictures entre 1934 e 1959.

## Enredo
Os Três Patetas tentam entrar no exército americano que luta na Segunda Guerra Mundial mas são recusados (classificados como "4-F"). Curly diz ao pai (Robert McKenzie) que foi dispensado por ter "água no joelho" e ao apertá-lo a água esguicha no rosto do homem. O pai acha que eles devem contribuir para o "esforço de guerra" mesmo assim e o trio vende seu velho carro e compra uma fazenda com apenas um animal, um avestruz que se alimenta de pólvora. Depois eles encontram abóboras escavadas para o halloween e resolvem limpá-las e empilhá-las na janela.
Nesse momento chegam vários japoneses fugitivos de um "campo de internação" (chamados pelos americanos de "relocation centers") próximo dali e tentam emboscar os Patetas. Acuados, os Patetas arremessam os ovos do avestruz, o que causa uma explosão que mata os atacantes.

## Propaganda de guerra
Durante a Segunda Guerra Mundial, os Patetas fizeram poucas comédias engajadas na propaganda bélica  oficial contra os japoneses: Spook Louder, No Dough Boys, Booby Dupes e The Yoke's on Me. Esses filmes trazem algum desconforto aos americanos quando assistidos atualmente.
The Yoke's on Me é especialmente criticado pelos comentaristas modernos. Por muitos anos o episódio foi banido da televisão do país pois o tema alude ao confinamento de cidadãos americanos de origem japonesa (os personagens no filme não são prisioneiros de guerra). The Yoke's on Me voltou a ser transmitido em julho de 2010 (quando o canal AMC ignorou o banimento).
O autor Jon Solomon afirma que nenhum filme dos Patetas causou maior desconforto do que esse. O escritor Michael Fleming escreveu que mostrar os cidadãos americanos de origem japonesa confinados e destituídos de seus bens "é tão engraçado quanto um desastre de trem".